# Kevin Johnson (singer-songwriter)
Kevin Johnson (Rockhampton, 3 juli 1942) is een Australisch singer-songwriter. Hij is vooral bekend als schrijver van Rock 'n' roll (I gave you the best years of my life) uit 1973 dat alleen al in 1975 zevenentwintig keer werd gecoverd. De meest verkochte cover in Nederland en België kwam in 1973 van The Cats. Hij schreef muziek voor een groot aantal artiesten en soundtracks voor enkele films.

## Biografie
Johnson groeide op in Tungamull, een gehucht tussen Rockhampton en Emu Park aan de kust, waar zijn vader werkte als houtaannemer en zijn moeder een postkantoor/telefooncentrale runde. Van zijn moeder leerde hij al op jonge leeftijd viool spelen. Hij verloor aanvankelijk zijn interesse voor muziek en herwon die toen The Beatles opkwamen en waarvan hij alle platen kocht. Ook kocht hij een gitaar waarmee hij in lokale horeca optrad. Even later trad hij tijdens dansgelegenheden op met de lokale band Candyman, waarin hij Paul McCartney zoveel mogelijk probeerde te imiteren.
Naast zijn baan in overheidsdienst van Queensland, speelde, zong en schreef hij 's avonds muziek. Hij stuurde enkele van zijn eigen liedjes op naar de Australische rockmuzikant Col Joye die verschillende nummers opnam en hem bij zijn platenlabel ATA als songwriter in dienst nam. Rond 1967 vertrok hij naar Brisbane, waar hij muziek voor meer andere artiesten schreef, en een jaar later naar Sydney. Ondertussen nam hij ook zijn eerste singles en albums op. Bonnie please don't go (She's leaving) is zijn eerste single die ook in de Verenigde Staten uitkwam. Hierna tekende hij voor een korte periode een contract met Tree International uit Nashville waardoor hij voltijds werd betaald als songwriter. Dankzij zijn lied Bonnie please don't go werd hij in Australië uitgeroepen tot beste mannelijke zanger van 1972.
In 1973 bracht hij Rock 'n' roll (I gave you the best years of my life) uit die werd opgepakt door een groot aantal artiesten. Alleen al in 1975 werden wereldwijd 27 gecoverde versies uitgebracht. Het eerste deel van het lied is autobiografisch, met bijvoorbeeld de tekstregel "I bought all The Beatles records, sounded just like Paul". Het vervolg van het nummer is gebaseerd op levens van mensen die Johnson heeft gekend. Het lied was voor hemzelf een nummer 4-hit in de Australische lijst en kwam in de uitvoering van The Cats in 1973 op nummer 3 van de Nederlandse Top 40 en op nummer 15 van de Vlaamse Top 30 terecht. Twee jaar later had Mac Davis er een top 20-hit mee in de Amerikaanse Billboard.
In de loop van de jaren werd zijn muziek gecoverd door een groot aantal artiesten, onder wie Cliff Richard, Sonny Curtis, Tom Jones, Roger Whittaker, Terry Jacks, Val Doonican, Joe Dassin, Gary Glitter, The Cats en Mac Davis. Verder herschreef hij het lied op verzoek van de Australian Football League naar Aussie Rules I thank you for the best years of our lives tijdens de viering van het 100-jarig bestaan van de bond in 1996.
Voor hemzelf volgden meer dan tien jaar waarin hij wereldwijd optrad en interviews gaf, onder meer in een aantal Europese landen. Verder schreef hij  soundtracks voor enkele Australische films. Hij schreef bijvoorbeeld muziek voor She'll be sweet (1978), Fatal bond (1991) en The finder (2001). In Fatal bond treedt hijzelf ook als muzikant op.

## Discografie

### Albums
- 1969: In the quiet corners of my mind
- 1974: Rock and roll i gave you the best years of my life
- 1976: Man of the 20th Century
- 1978: Journeys
- 1979: The best of Kevin Johnson
- 1980: Night rider
- 1985: In the spirit of the times
- 1996: The Sun will shine again
- 2006: Songs from a troubled world

### Singles
- 1967: Hayman island
- 1968: Woman you took my life
- 1970: It was good while it lasted
- 1971: Bonnie please don't go (She's leaving)
- 1971: All our favourite songs
- 1973 en 1975: Rock 'n' roll (I gave you the best years of my life)
- 1974: Kedron brook
- 1975: Man of the 20th Century
- 1975: Someday Sam
- 1976: Over the hills and far away
- 1976: Grab the money and run
- 1977: All I ever needed
- 1979: Next plane to New Mexico
- 1979: Paraguayan Sunset
- 1980: He was just a boy
- 1981: Night rider
- 1982: Reasons
- 1984: Hard act to follow
- 1985: Night comes

- Bibliothèque nationale de France: cb140072468 (data)
- Gemeinsame Normdatei: 134418794
- International Standard Name Identifier: 0000 0001 1949 6104
- MusicBrainz: 5a14ce61-e0b0-47b9-94f2-991251e440f3
- Virtual International Authority File: 232941415
- WorldCat: E39PBJhCBwr8Tv4qpPrHwjwt8C